# Hermann Skarke
Hermann Skarke (* 24. Juli 1931 in Seitendorf, Niederschlesien; † 3. Februar 2019 in Stuttgart) war ein deutscher Schachspieler. Er wurde 1985 deutscher Meister im Fernschach.

## Fernschach
Skarke begann Anfang der 1970er Jahre mit dem Fernschach. 1983 belegte er in der Endrunde der 17. deutschen Meisterschaft Platz 4. 1985 gewann er die 18. deutsche Meisterschaft mit 9 von 12 Punkten dank der besseren Werteberechnung vor dem punktgleichen Peter Kindl. Für das Finale der 20. deutschen Meisterschaft qualifizierte er sich nochmals.
1992 verlieh ihm der Weltfernschachverband ICCF den Titel Internationaler Meister des Fernschachs. Seit den 1990er Jahren spielte Skarke mit dem Team von Wolfbusch in der 2. Fernschach-Bundesliga.

## Nahschach
1964 gewann Skarke die Pokalmeisterschaft von Württemberg. Ein Jahr später nahm er am Kandidatenturnier zur deutschen Meisterschaft in Kiel teil. Er gehörte dem SV Wolfbusch von der Vereinsgründung 1956 bis zu seinem Tod an und spielte mit diesem unter anderem von 1978 bis 1980 in der 1. Bundesliga sowie in den 1980er Jahren in der 2. Bundesliga.

## Privat
Skarke war kaufmännischer Angestellter.